# Kunstjahr 1943
Liste der Kunstjahre

◄ | 1939 | 1940 | 1941 | 1942 | Kunstjahr 1943 | 1944

Weitere Ereignisse
Dieser Artikel behandelt das Kunstjahr 1943.

## Ereignisse
- 5. Januar: Die Exhibition by 31 Women wird in der Galerie Art of This Century von Peggy Guggenheim in Manhattan eröffnet.
- 6. April: Die Erstausgabe von Antoine de Saint-Exupérys Erzählung Le Petit Prince (Der kleine Prinz) erscheint im französischen Original und einer englischen Übersetzung in New York City.
- 13. April: Anlässlich des 200sten Geburtstags von Thomas Jefferson wird in Washington, D.C. das Jefferson Memorial eingeweiht.

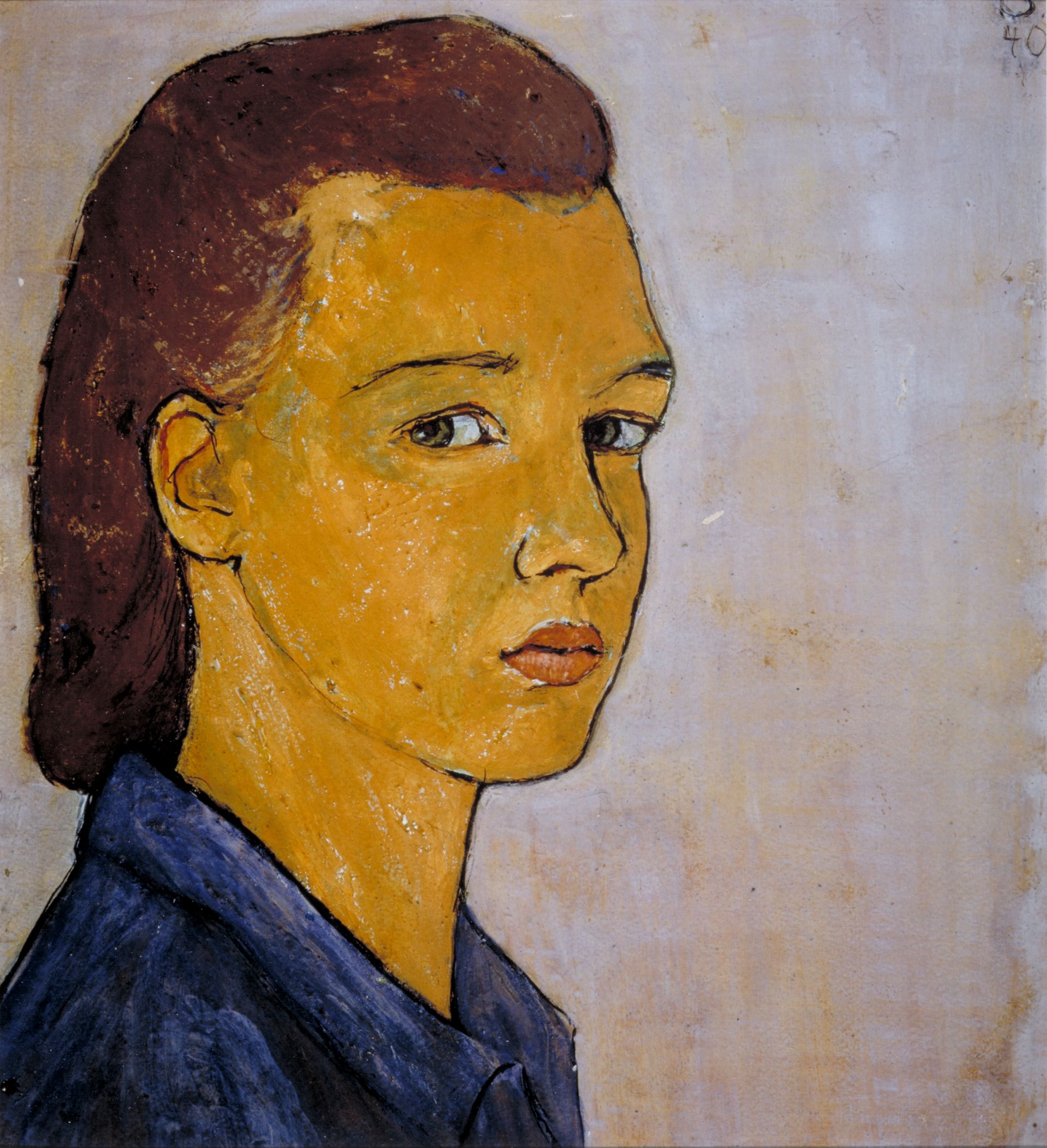
Charlotte Salomon: Selbstbildnis, 1940

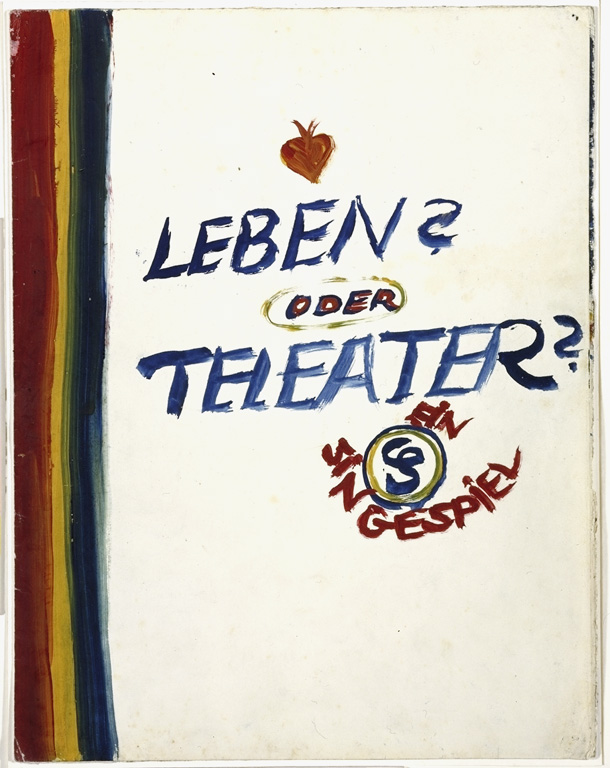
Leben? Oder Theater?, Titelblatt der Bildfolge

- Unmittelbar vor ihrer Verhaftung am 24. September übergibt die deutsch-jüdische Künstlerin Charlotte Salomon in Villefranche-sur-Mer ein verschnürtes Bündel mit der Aufschrift Eigentum von Mrs. Moore an den ihr vertrauten Arzt Dr. Georges Moridis. Es enthält ihr künstlerisches Lebenswerk mit den Blättern der Serie Leben? Oder Theater? und andere Arbeiten. Moridis versteckt die Hinterlassenschaft in seinem Hauskeller in der Avenue Maréchal-Joffre. Die schwangere Charlotte Salomon wird am 10. Oktober im KZ Auschwitz-Birkenau ermordet.
- Der australische Maler und Bildhauer William Dobell erhält erstmals den Archibald Prize.
- Edward Hopper malt in Öl auf Leinwand die Gemälde Hotel Lobby und Summertime.

## Geboren

### Erstes Halbjahr
- 01. Januar: Allan Starski, polnischer Szenenbildner
- 03. Januar: Arif Aziz, aserbaidschanischer Künstler
- 07. Januar: Sadako Sasaki, japanische Hibakusha und Origami-Künstlerin († 1955)
- 11. Januar: Rémy Zaugg, Schweizer Künstler († 2005)
- 14. Januar: Oscar Bronner, österreichischer Zeitungsherausgeber und Maler
- 15. Januar: Michael Hayden, kanadischer Bildhauer

- 04. Februar: Otto Lohmüller, deutscher Maler, Bildhauer und Autor von Pfadfinder-Abenteuerbüchern
- 27. Februar: Luiz Aquila, brasilianischer Maler

- 01. März: Jürgen Alexander Heß, deutscher Illustrator († 2001)
- 20. März: Gerard Malanga, US-amerikanischer Schriftsteller, Fotograf und Filmemacher
- 28. März: Eberhard Göschel, deutscher Maler, Grafiker, Plastiker und Aktionskünstler († 2022)

- 01. April: Mario Botta, Schweizer Architekt
- 24. April: Dick Matena, niederländischer Comiczeichner und Autor
- 26. April: Peter Zumthor, Schweizer Architekt
- 29. April: Bernd Altenstein, deutscher Bildhauer und Hochschullehrer

- 01. Mai: Claude Auclair, französischer Comiczeichner († 1990)
- 05. Mai: Carlos Trillo, argentinischer Comicautor († 2011)
- 13. Mai: Kurt Trampedach, dänischer Maler und Bildhauer († 2013)

- 02. Juni: Blinky Palermo, deutscher Maler († 1977)
- 09. Juni: Charles Saatchi, britischer Kunstsammler, Gründer der Saatchi Gallery
- 13. Juni: Emilio Ambasz, US-amerikanischer Industriedesigner und Architekt
- 16. Juni: Alfred Grimm, deutscher Objektkünstler, Maler und Zeichner
- 24. Juni: Juan Carlos Arellano, uruguayischer Künstler

### Zweites Halbjahr
- 01. Juli: Manfred Bockelmann, österreichischer Maler und Fotograf
- 16. Juli: Wolfram Ebersbach, deutscher Maler
- 16. Juli: Ulf Göpfert, deutscher Maler und Grafiker
- 17. Juli: Anselm Prester, deutscher Maler

- 30. August: Robert Crumb, Künstler, Illustrator und Comic-Künstler

- 11. September: Vitaly Komar, US-amerikanischer Künstler
- 29. September: Theo Windges, deutscher Künstler († 2022)

- 11. Oktober: Thomas Wachweger, deutscher Künstler († 2015)

- 03. November: Tee Corinne, US-amerikanische Fotografin und Künstlerin († 2006)
- 06. November: Gert J. Hödl, österreichischer Eis- und Sandkünstler († 2017)
- 07. November: Joni Mitchell, kanadische Musikerin und Malerin
- 17. November: Axel Schultes, deutscher Architekt und Stadtplaner
- 20. November: Suze Rotolo, US-amerikanische Künstlerin († 2011)
- 21. November: Kasper König, deutscher Kunstprofessor und Kurator († 2024)
- 26. November: Pierre Antoniucci, französischer Maler
- 26. November: Juan Antonio Giménez López, argentinischer Comiczeichner
- 27. November: Jil Sander, deutsche Modeschöpferin

- 01. Dezember: Wolf-Rüdiger Eisentraut, deutscher Architekt
- 02. Dezember: Thomas Zaunschirm, deutscher Kunstwissenschaftler
- 03. Dezember: Lothar Schneider, deutscher Karikaturist
- 23. Dezember: Bárður Jákupsson, färöischer Maler, Grafiker und Kunstbuchautor

### Genaues Geburtsdatum unbekannt
- Gert Ammann, österreichischer Kunsthistoriker
- Heinz Josef Angerlehner, österreichischer Industrieller und Kunstsammler
- Vasco Are, italienischer Künstler († 2001)
- Gerd Aufmkolk, deutscher Landschaftsarchitekt
- Danny Yung, chinesischer Künstler

## Gestorben

### Todesdatum gesichert
- 13. Januar: Sophie Taeuber-Arp, Schweizer Malerin und Bildhauerin (* 1889)
- 20. Februar: Arthur Schönberg, deutscher Maschinenbauingenieur und Mitbegründer des Deutschen Museums, Opfer des Holocaust (* 1874)

- 10. März: Otto Modersohn, deutscher Maler (* 1865)
- 13. April: Oskar Schlemmer, deutscher Maler, Bildhauer und Bühnenbildner (* 1888)

- 14. Mai: Abby Williams Hill, US-amerikanische Freilichtmalerin und Aktivistin (* 1861)
- 23. Juni: Alice Michaelis, deutsche Malerin (* 1875)

- 1. Juli: Willem Johan Cornelis Arondeus, niederländischer Kunstmaler, Schriftsteller und Widerstandskämpfer (* 1894)
- 3. Juli: Kurt Friedrich Coelestin Agthe, deutscher Genre- und Landschaftsmaler (* 1862)

- 14. September: Léonard Misonne, belgischer Landschaftsfotograf (* 1870)
- 19. September: Alexander Petrowitsch Apsit, lettischer Künstler (* 1880)
- 21. September: Ladislaus Tuszyński, österreichischer Illustrator, Karikaturist und Trickfilmzeichner (* 1876)
- 30. September: Naum Aronson, russisch-französischer Bildhauer (* 1872)

- 10. Oktober: Charlotte Salomon, deutsch-jüdische Malerin und Opfer der Shoa (* 1917)
- 19. Oktober: Camille Claudel, französische Bildhauerin (* 1864)
- 28. Oktober: Guillermo Vergara, chilenischer Maler (* 1890)

- 4. Dezember: Otto Arpke, deutscher Maler, Illustrator und Gebrauchsgraphiker (* 1886)
- 9. Dezember: Georges Dufrénoy, französischer Maler (* 1870)

### Genaues Todesdatum unbekannt
- Zygmunt Andrychiewicz, polnischer Maler (* 1861)